# Cartes d'Esparta
Cartes d'Esparta (en llatí Chartas, en grec antic Χάρτας "Khártas") va ser un escultor d'Esparta, un dels mestres d'Èuquir de Corint juntament amb Siadres d'Esparta.
Ell tot sol va ser mestre de Clearc i del gran escultor Pitàgores de Reggio, segons diu Pausànias. Va viure al voltant de l'any 540 aC i va ser possiblement un dels dos autors, l'altre seria Siadres, del crater ornat amb figures de bronze enviat pels espartans a Cresos de Lídia, segons Heròdot.